# Donghai Airlines
Donghai Airlines (chinesisch 東海航空 / 东海航空) ist eine chinesische Fluggesellschaft mit Sitz in Shenzhen und Basis auf dem Flughafen Shenzhen.

## Geschichte
Auf der Farnborough International Airshow 2016 unterzeichnete die Gesellschaft eine Absichtserklärung für den Kauf von 25 Boeing 737 MAX 8 und fünf Boeing 787-9.

## Flugziele
Donghai Airlines fliegt von ihrem Heimatflughafen Shenzhen und weiteren Flughäfen Ziele innerhalb Chinas an.

## Flotte
Mit Stand Januar 2025 besteht die Flotte der Donghai Airlines aus 21 Flugzeugen mit einem Durchschnittsalter von 8,5 Jahren:
| Flugzeugtyp       | Anzahl | bestellt | Anmerkungen | Sitzplätze | Durchschnittsalter |
| ----------------- | ------ | -------- | ----------- | ---------- | ------------------ |
| Boeing 737-800    | 19     |          |             | 167        | 9,1 Jahre          |
| Boeing 737 Max 8  | 02     | 5        |             | 186        | 2,6 Jahre          |
| Boeing 737 Max 10 |        | 10       |             | - offen -  |                    |
| Gesamt            | 21     | 15       |             |            | 8,5 Jahre          |